# Giuseppe Guglielmi
Giuseppe Guglielmi (Bari, 9 dicembre 1923 – Bologna, 20 settembre 1995) è stato un traduttore, poeta e bibliotecario italiano, fratello maggiore di Angelo e Guido Guglielmi.

## Biografia
Nato a Bari, dopo essersi trasferito a Roma, dove si è laureato in Lettere e filosofia con una tesi su Francesco Petrarca scrittore in latino, ha lavorato alla BBC di Londra dal 1957. Si è quindi trasferito a Bologna, dove è stato il direttore del Consorzio provinciale per il servizio della pubblica lettura e del prestito e dal 1974 ha fondato e diretto l'Istituto per i beni artistici, culturali e naturali della Regione Emilia-Romagna. Ha inoltre collaborato con Andrea Emiliani e Pier Luigi Cervellati alla politica culturale della Regione.
Ha tradotto diverse opere letterarie dal francese, tra i quali Louis-Ferdinand Céline, Raymond Queneau, André Gide, Jean Thibaudeau, ma anche saggi, per esempio di Gilles Deleuze, Henri Focillon e Jean Starobinski e altri libri, soprattutto per Il Mulino di Bologna e l'Einaudi di Torino.
Ha inoltre raccolto alcune poesie in Essere e non avere (1955), in Panglosse (1967) e in Ipsometire (1980), oltre che su alcune antologie legate al Gruppo 63, collaborando a riviste come Il Verri, Il Caffè e Rendiconti.

## Omaggi
- A lui è intitolata la mediateca regionale di Palazzo Leoni a Bologna.[1]

## Opere
- Essere e non avere, Varese: Magenta, 1955
- I provenzali, Bologna: Cappelli, 1962
- Panglosse blandimentis oramentis coeteris meretriciis. Poesie 1953-1966, Milano: Feltrinelli, 1967
- Combestiario, Ed. de "Il Verri", 1975
- Ipsometrie. Le stasi del sublime, Roma: Savelli, 1980

### Traduzioni (parziale)
- Théodore Agrippa d'Aubigné, L'inverno del signor d'Aubigné
- Albert Camus, Actuelles
- Edgar Morin, L'industria culturale
- Henri Focillon, Grandi maestri dell'incisione
- Henri Focillon, Giovanni Battista Piranesi
- Jean Thibaudeau, Immaginate la notte
- Henri Focillon, Vita delle forme
- Louis-Ferdinand Céline, Nord (con la nota La corte dell'ira)
- Jean Starobinski, L'occhio vivente
- Louis-Ferdinand Céline, Progresso (con la nota Fedra e il saltimbanco)
- Charles Baudelaire, Scritti sull'arte
- Pierre Boulez, Punti di riferimento
- Raymond Queneau, Troppo buoni con le donne
- Marguerite Yourcenar, Il tempo, grande scultore
- Charles Baudelaire, Amœnitates Belgicæ
- Raymond Queneau, La domenica della vita
- Louis-Ferdinand Céline, Pantomima per un'altra volta (con la nota Il delirio incatentato)
- Louis-Ferdinand Céline, Normance
- Henri Focillon Albrecht Dürer
- Max Milner, La fantasmagoria. Saggio sull'ottica fantastica
- Louis-Ferdinand Céline, Da un castello all'altro
- Raymond Queneau, Racconti e ragionamenti
- Henry Bauchau, Diotima e i leoni
- Gilles Deleuze, Differenza e ripetizione
- Louis-Ferdinand Céline, Casse-pipe
- Honoré de Balzac, La falsa amante
- Honoré de Balzac, I segreti della principessa di Cadignan
- Louis-Ferdinand Céline, Rigodon